# 韩裔加拿大人
韩裔加拿大人是指拥有韓民族血统的加拿大人。根据2009年大韩民国外交通商部统计，加拿大共有223,322名韩裔加拿大人，使得加拿大成为世界上第四大海外韩国人聚居地，次于中国、日本和美国，领先于俄罗斯。

## 历史
早期定居在加拿大的韩国人非常少，第一支抵达加拿大的韩国人为加拿大基督教传教士支持的神学学生。至1965年，定居在加拿大的韩国人仅有70人左右。

## 著名人物
- 李善雄（Tablo）：歌手，Epik High成員
- 全炯玟（Lex）：歌手，Bigflo成員
- 李敏亨（Mark）：歌手，NCT成員
- 崔智娜（G.NA）：個人歌手，前五少女成員
- 柳貞安（Daisy）：歌手，前MOMOLAND成員
- 全昭彌：個人歌手，前I.O.I成員
- 崔宇植：演员
- 安孝燮：演员
- 吳珊卓：演员
- Gail Kim:女摔角手
- 石馬修：歌手，ZB1成員